# Дон Рід (баскетболіст)
Дон Рід (англ. Don Reid, нар. 30 грудня 1973, Вашингтон, США) — американський професіональний баскетболіст, що грав на позиції важкого форварда за декілька команд НБА.

## Ігрова кар'єра
На університетському рівні грав за команду Джорджтаун (1991–1995). 
1995 року був обраний у другому раунді драфту НБА під загальним 58-м номером командою «Детройт Пістонс». Професійну кар'єру розпочав 1995 року виступами за тих же «Детройт Пістонс», захищав кольори команди з Детройта протягом наступних 5 сезонів.
Частину 2000 року виступав у складі «Вашингтон Візардс».
2000 року перейшов до «Орландо Меджик», у складі якої провів наступні 2 сезони своєї кар'єри.
Останньою ж командою в кар'єрі гравця стала «Детройт Пістонс», до складу якої він приєднався 2002 року і за яку відіграв один сезон.